# US Super Tour 2021/22
Die US Super Tour 2021/22 war eine von der FIS organisierte Wettkampfserie, die zum Unterbau des Skilanglauf-Weltcups 2021/22 gehörte. Sie begann am 4. Dezember 2021 in Duluth und endete am 27. März 2022 in Whistler. Die Gesamtwertung der Männer gewann Adam Martin und bei den Frauen Rosie Frankowski.

## Männer

### Resultate
| 1. US Super Tour in Duluth, 4. und 5. Dezember 2021 | 1. US Super Tour in Duluth, 4. und 5. Dezember 2021 | 1. US Super Tour in Duluth, 4. und 5. Dezember 2021 | 1. US Super Tour in Duluth, 4. und 5. Dezember 2021 | 1. US Super Tour in Duluth, 4. und 5. Dezember 2021 |
| --------------------------------------------------- | --------------------------------------------------- | --------------------------------------------------- | --------------------------------------------------- | --------------------------------------------------- |
| Datum                                               | Disziplin                                           | Erster Platz                                        | Zweiter Platz                                       | Dritter Platz                                       |
| 4. Dezember 2021                                    | Sprint Freistil                                     | Tyler Kornfield                                     | Noel Keeffe                                         | Adam Witkowski                                      |
| 5. Dezember 2021                                    | 10 km Freistil                                      | Zak Ketterson                                       | Kjetil Stuge Bånerud                                | Adam Martin                                         |

| 2. US Super Tour in Hayward, 10. bis 12. Dezember 2021 | 2. US Super Tour in Hayward, 10. bis 12. Dezember 2021 | 2. US Super Tour in Hayward, 10. bis 12. Dezember 2021 | 2. US Super Tour in Hayward, 10. bis 12. Dezember 2021 | 2. US Super Tour in Hayward, 10. bis 12. Dezember 2021 |
| ------------------------------------------------------ | ------------------------------------------------------ | ------------------------------------------------------ | ------------------------------------------------------ | ------------------------------------------------------ |
| Datum                                                  | Disziplin                                              | Erster Platz                                           | Zweiter Platz                                          | Dritter Platz                                          |
| 10. Dezember 2021                                      | 15 km Freistil Massenstart                             | Philippe Boucher                                       | Adam Martin                                            | Zak Ketterson                                          |
| 11. Dezember 2021                                      | Sprint klassisch                                       | Zak Ketterson                                          | Antoine Briand                                         | Bill Harmeyer                                          |
| 12. Dezember 2021                                      | 15 km klassisch                                        | Adam Martin                                            | Zak Ketterson                                          | Philippe Boucher                                       |

| 3. US Super Tour und US-amerikanische Meisterschaften in Midway, 2. bis 7. Januar 2022 | 3. US Super Tour und US-amerikanische Meisterschaften in Midway, 2. bis 7. Januar 2022 | 3. US Super Tour und US-amerikanische Meisterschaften in Midway, 2. bis 7. Januar 2022 | 3. US Super Tour und US-amerikanische Meisterschaften in Midway, 2. bis 7. Januar 2022 | 3. US Super Tour und US-amerikanische Meisterschaften in Midway, 2. bis 7. Januar 2022 |
| -------------------------------------------------------------------------------------- | -------------------------------------------------------------------------------------- | -------------------------------------------------------------------------------------- | -------------------------------------------------------------------------------------- | -------------------------------------------------------------------------------------- |
| Datum                                                                                  | Disziplin                                                                              | Erster Platz                                                                           | Zweiter Platz                                                                          | Dritter Platz                                                                          |
| 2. Januar 2022                                                                         | Sprint Freistil                                                                        | James Clinton Schoonmaker                                                              | Logan Diekmann                                                                         | Noel Keeffe                                                                            |
| 4. Januar 2022                                                                         | 30 km Freistil Massenstart                                                             | Scott Patterson                                                                        | David Norris                                                                           | Hunter Wonders                                                                         |
| 6. Januar 2022                                                                         | 15 km klassisch                                                                        | Adam Martin                                                                            | Scott Patterson                                                                        | James Clinton Schoonmaker                                                              |
| 7. Januar 2022                                                                         | Sprint klassisch                                                                       | Magnus Bøe                                                                             | Karl Schulz                                                                            | James Clinton Schoonmaker                                                              |

| 4. US Super Tour in Sun Valley, 15. und 16. Januar 2022 | 4. US Super Tour in Sun Valley, 15. und 16. Januar 2022 | 4. US Super Tour in Sun Valley, 15. und 16. Januar 2022 | 4. US Super Tour in Sun Valley, 15. und 16. Januar 2022 | 4. US Super Tour in Sun Valley, 15. und 16. Januar 2022 |
| ------------------------------------------------------- | ------------------------------------------------------- | ------------------------------------------------------- | ------------------------------------------------------- | ------------------------------------------------------- |
| Datum                                                   | Disziplin                                               | Erster Platz                                            | Zweiter Platz                                           | Dritter Platz                                           |
| 15. Januar 2022                                         | 10 km Freistil                                          | John Steel Hagenbuch                                    | Hunter Wonders                                          | Bernhard Flaschberger                                   |
| 16. Januar 2022                                         | 15 km klassisch Massenstart                             | David Norris                                            | Hunter Wonders                                          | Scott Patterson                                         |

| 5. US Super Tour in Lake Placid, 29. und 30. Januar 2022 | 5. US Super Tour in Lake Placid, 29. und 30. Januar 2022 | 5. US Super Tour in Lake Placid, 29. und 30. Januar 2022 | 5. US Super Tour in Lake Placid, 29. und 30. Januar 2022 | 5. US Super Tour in Lake Placid, 29. und 30. Januar 2022 |
| -------------------------------------------------------- | -------------------------------------------------------- | -------------------------------------------------------- | -------------------------------------------------------- | -------------------------------------------------------- |
| Datum                                                    | Disziplin                                                | Erster Platz                                             | Zweiter Platz                                            | Dritter Platz                                            |
| 29. Januar 2022                                          | Sprint klassisch                                         | Zak Ketterson                                            | Peter Holmes                                             | Bill Harmeyer                                            |
| 30. Januar 2022                                          | 10 km Freistil Massenstart                               | John Steel Hagenbuch                                     | Adam Martin                                              | Peter Wolter                                             |

| 6. US Super Tour in Craftsbury, 4. bis 6. Februar 2022 | 6. US Super Tour in Craftsbury, 4. bis 6. Februar 2022 | 6. US Super Tour in Craftsbury, 4. bis 6. Februar 2022 | 6. US Super Tour in Craftsbury, 4. bis 6. Februar 2022 | 6. US Super Tour in Craftsbury, 4. bis 6. Februar 2022 |
| ------------------------------------------------------ | ------------------------------------------------------ | ------------------------------------------------------ | ------------------------------------------------------ | ------------------------------------------------------ |
| Datum                                                  | Disziplin                                              | Erster Platz                                           | Zweiter Platz                                          | Dritter Platz                                          |
| 4. Februar 2022                                        | Sprint Freistil                                        | Zak Ketterson                                          | Matias Bjørnflaten Øvrum                               | Étienne Hébert                                         |
| 5. Februar 2022                                        | 10 km klassisch                                        | Adam Martin                                            | Zak Ketterson                                          | John Steel Hagenbuch                                   |
| 6. Februar 2022                                        | 10 km Freistil Verfolgung                              | John Steel Hagenbuch                                   | Adam Martin                                            | Zak Ketterson                                          |

| 7. US Super Tour und American Birkebeiner in Hayward, 26. Februar 2022 | 7. US Super Tour und American Birkebeiner in Hayward, 26. Februar 2022 | 7. US Super Tour und American Birkebeiner in Hayward, 26. Februar 2022 | 7. US Super Tour und American Birkebeiner in Hayward, 26. Februar 2022 | 7. US Super Tour und American Birkebeiner in Hayward, 26. Februar 2022 |
| ---------------------------------------------------------------------- | ---------------------------------------------------------------------- | ---------------------------------------------------------------------- | ---------------------------------------------------------------------- | ---------------------------------------------------------------------- |
| Datum                                                                  | Disziplin                                                              | Erster Platz                                                           | Zweiter Platz                                                          | Dritter Platz                                                          |
| 26. Februar 2022                                                       | 50 km Freistil Massenstart                                             | Gérard Agnellet                                                        | David Norris                                                           | Adam Martin                                                            |

| 8. US Super Tour und Kanadische Meisterschaften in Whistler, 21. bis 27. März 2022 | 8. US Super Tour und Kanadische Meisterschaften in Whistler, 21. bis 27. März 2022 | 8. US Super Tour und Kanadische Meisterschaften in Whistler, 21. bis 27. März 2022 | 8. US Super Tour und Kanadische Meisterschaften in Whistler, 21. bis 27. März 2022 | 8. US Super Tour und Kanadische Meisterschaften in Whistler, 21. bis 27. März 2022 |
| ---------------------------------------------------------------------------------- | ---------------------------------------------------------------------------------- | ---------------------------------------------------------------------------------- | ---------------------------------------------------------------------------------- | ---------------------------------------------------------------------------------- |
| Datum                                                                              | Disziplin                                                                          | Erster Platz                                                                       | Zweiter Platz                                                                      | Dritter Platz                                                                      |
| 21. März 2022                                                                      | 15 km klassisch                                                                    | Adam Martin                                                                        | Antoine Cyr                                                                        | Russell Kennedy                                                                    |
| 23. März 2022                                                                      | Sprint klassisch                                                                   | Xavier McKeever                                                                    | Antoine Cyr                                                                        | Luke Jager                                                                         |
| 27. März 2022                                                                      | 42 km Freistil Massenstart                                                         | Graham Ritchie                                                                     | Luke Jager                                                                         | Antoine Cyr                                                                        |

### Gesamtwertung Männer
| Rang | Name                 | Punkte |
| ---- | -------------------- | ------ |
| 01.  | Adam Martin          | 372    |
| 02.  | John Steel Hagenbuch | 242    |
| 03.  | Zak Ketterson        | 237    |
| 04.  | Finn O’Connell       | 215    |
| 05.  | Logan Diekmann       | 182    |
| 06.  | Scott Patterson      | 179    |
| 07.  | David Norris         | 170    |
| 08.  | Karl Schulz          | 166    |
| 09.  | Magnus Bøe           | 155    |
| 10.  | Braden Becker        | 139    |

| Rang | Name                      | Punkte |
| ---- | ------------------------- | ------ |
| 011. | Hunter Wonders            | 138    |
| 012. | James Clinton Schoonmaker | 131    |
| 012. | Noel Keeffe               | 131    |
| 014. | Ian Torchia               | 130    |
| 015. | Andreas Kirkeng           | 126    |
| 016. | Tyler Kornfield           | 117    |
| 016. | Antoine Cyr               | 117    |
| 018. | Luke Jager                | 114    |
| 019. | Philippe Boucher          | 111    |
| 020. | Bill Harmeyer             | 110    |

| Rang | Name                 | Punkte |
| ---- | -------------------- | ------ |
| 021. | Peter Holmes         | 109    |
| 022. | Zanden McMullen      | 106    |
| 023. | Peter Wolter         | 105    |
| 023. | Thomas O’Harra       | 105    |
| 025. | Graham Ritchie       | 104    |
| 026. | Kjetil Stuge Bånerud | 98     |
| 027. | Sam Wood             | 94     |
| 027. | Reid Goble           | 94     |
| 029. | Samuel Gary Hendry   | 82     |
| 030. | Akeo Maifeld-Carucci | 81     |

## Frauen

### Resultate
| 1. US Super Tour in Duluth, 4. und 5. Dezember 2021 | 1. US Super Tour in Duluth, 4. und 5. Dezember 2021 | 1. US Super Tour in Duluth, 4. und 5. Dezember 2021 | 1. US Super Tour in Duluth, 4. und 5. Dezember 2021 | 1. US Super Tour in Duluth, 4. und 5. Dezember 2021 |
| --------------------------------------------------- | --------------------------------------------------- | --------------------------------------------------- | --------------------------------------------------- | --------------------------------------------------- |
| Datum                                               | Disziplin                                           | Erster Platz                                        | Zweiter Platz                                       | Dritter Platz                                       |
| 4. Dezember 2021                                    | Sprint Freistil                                     | Rebecca Rorabaugh                                   | Alayna Sonnesyn                                     | Rosie Frankowski                                    |
| 5. Dezember 2021                                    | 5 km Freistil                                       | Rosie Frankowski                                    | Alexandra Lawson                                    | Alayna Sonnesyn                                     |

| 2. US Super Tour in Hayward, 10. bis 12. Dezember 2021 | 2. US Super Tour in Hayward, 10. bis 12. Dezember 2021 | 2. US Super Tour in Hayward, 10. bis 12. Dezember 2021 | 2. US Super Tour in Hayward, 10. bis 12. Dezember 2021 | 2. US Super Tour in Hayward, 10. bis 12. Dezember 2021 |
| ------------------------------------------------------ | ------------------------------------------------------ | ------------------------------------------------------ | ------------------------------------------------------ | ------------------------------------------------------ |
| Datum                                                  | Disziplin                                              | Erster Platz                                           | Zweiter Platz                                          | Dritter Platz                                          |
| 10. Dezember 2021                                      | 15 km Freistil Massenstart                             | Rosie Frankowski                                       | Alayna Sonnesyn                                        | Mariah Bredal                                          |
| 11. Dezember 2021                                      | Sprint klassisch                                       | Alayna Sonnesyn                                        | Lauren Jortberg                                        | Rosie Frankowski                                       |
| 12. Dezember 2021                                      | 10 km klassisch                                        | Alayna Sonnesyn                                        | Rebecca Rorabaugh                                      | Rosie Frankowski                                       |

| 3. US Super Tour und US-amerikanische Meisterschaften in Midway, 2. bis 7. Januar 2022 | 3. US Super Tour und US-amerikanische Meisterschaften in Midway, 2. bis 7. Januar 2022 | 3. US Super Tour und US-amerikanische Meisterschaften in Midway, 2. bis 7. Januar 2022 | 3. US Super Tour und US-amerikanische Meisterschaften in Midway, 2. bis 7. Januar 2022 | 3. US Super Tour und US-amerikanische Meisterschaften in Midway, 2. bis 7. Januar 2022 |
| -------------------------------------------------------------------------------------- | -------------------------------------------------------------------------------------- | -------------------------------------------------------------------------------------- | -------------------------------------------------------------------------------------- | -------------------------------------------------------------------------------------- |
| Datum                                                                                  | Disziplin                                                                              | Erster Platz                                                                           | Zweiter Platz                                                                          | Dritter Platz                                                                          |
| 2. Januar 2022                                                                         | Sprint Freistil                                                                        | Caitlin Patterson                                                                      | Rebecca Rorabaugh                                                                      | Sydney Palmer-Leger                                                                    |
| 4. Januar 2022                                                                         | 20 km Freistil Massenstart                                                             | Rosie Brennan                                                                          | Rosie Frankowski                                                                       | Caitlin Patterson                                                                      |
| 6. Januar 2022                                                                         | 10 km klassisch                                                                        | Caitlin Patterson                                                                      | Katharine Ogden                                                                        | Mariah Bredal                                                                          |
| 7. Januar 2022                                                                         | Sprint klassisch                                                                       | Katharine Ogden                                                                        | Caitlin Patterson                                                                      | Hannah Rudd                                                                            |

| 4. US Super Tour in Sun Valley, 15. und 16. Januar 2022 | 4. US Super Tour in Sun Valley, 15. und 16. Januar 2022 | 4. US Super Tour in Sun Valley, 15. und 16. Januar 2022 | 4. US Super Tour in Sun Valley, 15. und 16. Januar 2022 | 4. US Super Tour in Sun Valley, 15. und 16. Januar 2022 |
| ------------------------------------------------------- | ------------------------------------------------------- | ------------------------------------------------------- | ------------------------------------------------------- | ------------------------------------------------------- |
| Datum                                                   | Disziplin                                               | Erster Platz                                            | Zweiter Platz                                           | Dritter Platz                                           |
| 15. Januar 2022                                         | 5 km Freistil                                           | Rosie Brennan                                           | Sophia Laukli                                           | Novie McCabe                                            |
| 16. Januar 2022                                         | 10 km klassisch Massenstart                             | Rosie Brennan                                           | Katharine Ogden                                         | Novie McCabe                                            |

| 5. US Super Tour in Lake Placid, 29. und 30. Januar 2022 | 5. US Super Tour in Lake Placid, 29. und 30. Januar 2022 | 5. US Super Tour in Lake Placid, 29. und 30. Januar 2022 | 5. US Super Tour in Lake Placid, 29. und 30. Januar 2022 | 5. US Super Tour in Lake Placid, 29. und 30. Januar 2022 |
| -------------------------------------------------------- | -------------------------------------------------------- | -------------------------------------------------------- | -------------------------------------------------------- | -------------------------------------------------------- |
| Datum                                                    | Disziplin                                                | Erster Platz                                             | Zweiter Platz                                            | Dritter Platz                                            |
| 29. Januar 2022                                          | Sprint klassisch                                         | Katharine Ogden                                          | Rebecca Rorabaugh                                        | Alayna Sonnesyn                                          |
| 30. Januar 2022                                          | 10 km Freistil Massenstart                               | Alayna Sonnesyn                                          | Rosie Frankowski                                         | Rebecca Rorabaugh                                        |

| 6. US Super Tour in Craftsbury, 4. bis 6. Februar 2022 | 6. US Super Tour in Craftsbury, 4. bis 6. Februar 2022 | 6. US Super Tour in Craftsbury, 4. bis 6. Februar 2022 | 6. US Super Tour in Craftsbury, 4. bis 6. Februar 2022 | 6. US Super Tour in Craftsbury, 4. bis 6. Februar 2022 |
| ------------------------------------------------------ | ------------------------------------------------------ | ------------------------------------------------------ | ------------------------------------------------------ | ------------------------------------------------------ |
| Datum                                                  | Disziplin                                              | Erster Platz                                           | Zweiter Platz                                          | Dritter Platz                                          |
| 4. Februar 2022                                        | Sprint Freistil                                        | Katharine Ogden                                        | Lauren Jortberg                                        | Ava Thurston                                           |
| 5. Februar 2022                                        | 10 km klassisch                                        | Katharine Ogden                                        | Alayna Sonnesyn                                        | Rosie Frankowski                                       |
| 6. Februar 2022                                        | 7,5 km Freistil Verfolgung                             | Alayna Sonnesyn                                        | Rosie Frankowski                                       | Katharine Ogden                                        |

| 7. US Super Tour und American Birkebeiner in Hayward, 26. Februar 2022 | 7. US Super Tour und American Birkebeiner in Hayward, 26. Februar 2022 | 7. US Super Tour und American Birkebeiner in Hayward, 26. Februar 2022 | 7. US Super Tour und American Birkebeiner in Hayward, 26. Februar 2022 | 7. US Super Tour und American Birkebeiner in Hayward, 26. Februar 2022 |
| ---------------------------------------------------------------------- | ---------------------------------------------------------------------- | ---------------------------------------------------------------------- | ---------------------------------------------------------------------- | ---------------------------------------------------------------------- |
| Datum                                                                  | Disziplin                                                              | Erster Platz                                                           | Zweiter Platz                                                          | Dritter Platz                                                          |
| 26. Februar 2022                                                       | 50 km Freistil Massenstart                                             | Alayna Sonnesyn                                                        | Caitlin Patterson                                                      | Rosie Frankowski                                                       |

| 8. US Super Tour und Kanadische Meisterschaften in Whistler, 21. bis 27. März 2022 | 8. US Super Tour und Kanadische Meisterschaften in Whistler, 21. bis 27. März 2022 | 8. US Super Tour und Kanadische Meisterschaften in Whistler, 21. bis 27. März 2022 | 8. US Super Tour und Kanadische Meisterschaften in Whistler, 21. bis 27. März 2022 | 8. US Super Tour und Kanadische Meisterschaften in Whistler, 21. bis 27. März 2022 |
| ---------------------------------------------------------------------------------- | ---------------------------------------------------------------------------------- | ---------------------------------------------------------------------------------- | ---------------------------------------------------------------------------------- | ---------------------------------------------------------------------------------- |
| Datum                                                                              | Disziplin                                                                          | Erster Platz                                                                       | Zweiter Platz                                                                      | Dritter Platz                                                                      |
| 21. März 2022                                                                      | 10 km klassisch                                                                    | Julia Kern                                                                         | Jessie Diggins                                                                     | Sophia Laukli                                                                      |
| 23. März 2022                                                                      | Sprint klassisch                                                                   | Julia Kern                                                                         | Caitlin Patterson                                                                  | Dahria Beatty                                                                      |
| 27. März 2022                                                                      | 42 km Freistil Massenstart                                                         | Julia Kern                                                                         | Caitlin Patterson                                                                  | Sophia Laukli                                                                      |

### Gesamtwertung Frauen
| Rang | Name                | Punkte |
| ---- | ------------------- | ------ |
| 01.  | Rosie Frankowski    | 427    |
| 02.  | Caitlin Patterson   | 346    |
| 03.  | Alayna Sonnesyn     | 333    |
| 04.  | Katharine Ogden     | 302    |
| 04.  | Rebecca Rorabaugh   | 302    |
| 06.  | Alexandra Lawson    | 282    |
| 07.  | Margie Freed        | 240    |
| 08.  | Sydney Palmer-Leger | 230    |
| 09.  | Mariah Bredal       | 223    |
| 10.  | Hannah Rudd         | 215    |

| Rang | Name            | Punkte |
| ---- | --------------- | ------ |
| 011. | Erika Flowers   | 196    |
| 012. | Evelina Sutro   | 160    |
| 013. | Lauren Jortberg | 159    |
| 014. | Julia Kern      | 151    |
| 015. | Katie Feldman   | 138    |
| 016. | Annika Landis   | 129    |
| 017. | Rosie Brennan   | 120    |
| 018. | Sophia Laukli   | 103    |
| 018. | Abigail Jarzin  | 103    |
| 020. | Ava Thurston    | 102    |

| Rang | Name                   | Punkte |
| ---- | ---------------------- | ------ |
| 021. | Sammy Smith            | 93     |
| 022. | Novie McCabe           | 92     |
| 023. | Hanna Abrahamsson      | 84     |
| 024. | Michaela Keller-Miller | 76     |
| 025. | Dahria Beatty          | 74     |
| 026. | Anna Bisjukowa         | 68     |
| 027. | Sarah Goble            | 64     |
| 028. | Julia Richter          | 62     |
| 029. | Cendrine Browne        | 53     |
| 030. | Mariel Merlii Pulles   | 51     |